# 比利時國家男子籃球隊
比利時國家男子籃球隊是比利時的國家男子籃球隊。比利時曾經13次參加歐洲籃球錦標賽的比賽。在1947年的歐洲籃球錦標賽上，他們創出他們迄今為止的最好成績，為第四名。